# Laura Cutina
Laura Cutina (ur. 13 września 1968 w Bukareszcie) – rumuńska gimnastyczka sportowa. Mistrzyni olimpijska z Los Angeles (1984), dwukrotna wicemistrzyni świata (1983, 1985) w wieloboju drużynowym.

## Osiągnięcia

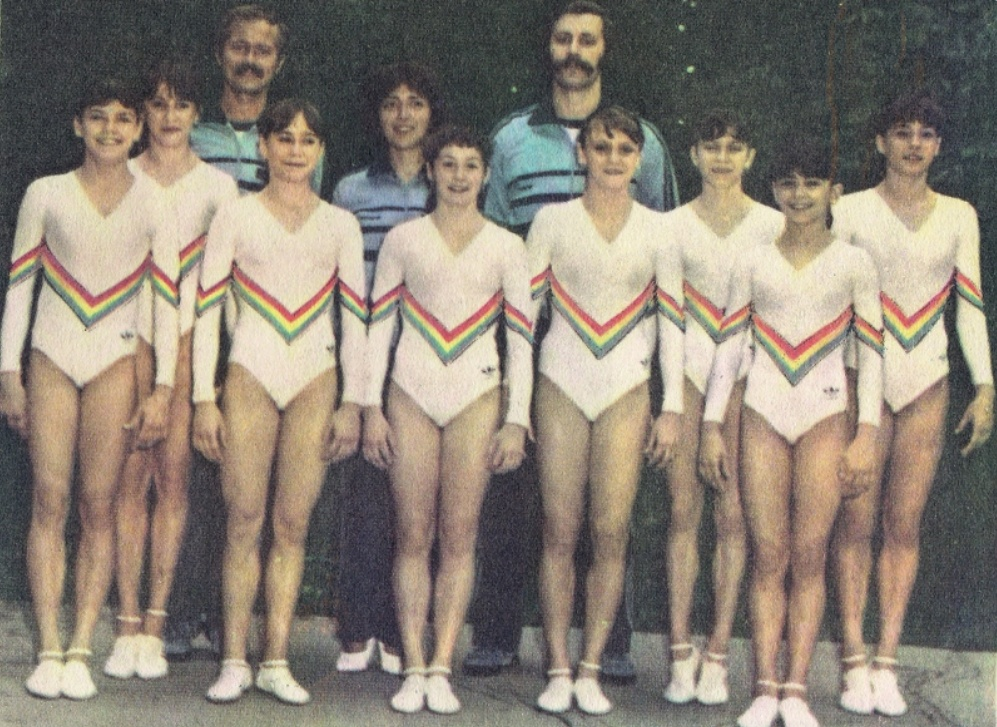
Reprezentacja Rumunii na igrzyskach olimpijskich (1984)

| Rok                   | Zawody                | Konkurencja           | Konkurencja           | Konkurencja           | Konkurencja           | Konkurencja           | Konkurencja           |
| Rok                   | Zawody                | VT                    | UB                    | BB                    | FX                    | AA                    | Team                  |
| Zawody międzynarodowe | Zawody międzynarodowe | Zawody międzynarodowe | Zawody międzynarodowe | Zawody międzynarodowe | Zawody międzynarodowe | Zawody międzynarodowe | Zawody międzynarodowe |
| --------------------- | --------------------- | --------------------- | --------------------- | --------------------- | --------------------- | --------------------- | --------------------- |
| 1983                  | Mistrzostwa świata    |                       |                       |                       |                       | 9                     | 2                     |
| 1984                  | Igrzyska olimpijskie  | 8T QR                 | 4T QR                 | 8 QR                  | 8                     | 5                     | 1                     |
| 1985                  | Mistrzostwa świata    |                       |                       |                       |                       |                       | 2                     |